# Chanas
För andra betydelser, se Chanas (olika betydelser).
Chanas är en kommun i departementet Isère i regionen Auvergne-Rhône-Alpes i sydöstra Frankrike. Kommunen ligger i kantonen Roussillon som tillhör arrondissementet Vienne. År 2022 hade Chanas 2 714 invånare.

## Befolkningsutveckling
Antalet invånare i kommunen Chanas
Referens:INSEE